# Strophurus robinsoni
Espèce
Synonymes
- Diplodactylus robinsoni Smith, 1995

Strophurus robinsoni est une espèce de geckos de la famille des Diplodactylidae.

## Répartition
Cette espèce est endémique d'Australie. Elle se rencontre dans les bassins de l'Ord River et de la Keep River en Australie-Occidentale et dans le Territoire du Nord

## Publication originale
- Smith, 1995 : A new Diplodactylus, subgenus Strophurus (Lacertilia: Gekkonidae) from northern Australia. Records of the Western Australian Museum, vol. 17, n. 3, p. 351-353.